# Uda van Metz
Uda van Metz (ca. 910 - 10 april 963) was een Duitse edelvrouw.
Zij was een dochter van Gerard I van de Metzgau, die graaf was van het gebied rond de stad Metz. Haar moeder Oda van Saksen was een dochter van Otto I van Saksen en maakte dus deel uit van de Liudolfingen. Een van haar broers was Hendrik de Vogelaar. Door deze familieband was Uda van Metz een volle nicht van de eerste keizer van het Heilige Roomse Rijk, Otto I de Grote.
Uda trad in 930 in het huwelijk met Gozelo van de Ardennen, die graaf van de Ardennengouw en de Bidgouw was. Gozelo verwierf  bekendheid als legeraanvoerder van zijn broer, bisschop Adalbero I van Metz. Omdat zij haar echtgenoot twintig jaar overleefde was zij de bewindvoerder van de erfenis en bestierde het landgoed en landerijen totdat hun kinderen de volwassenheid bereikt hadden.
Zij kregen de volgende kinderen:
- Reinier of Reginar, graaf van Bastenaken (? - 19 april 963)
- Hendrik (? - 6 september 1000)
- Godfried van Verdun (ca. 930 - na 997), graaf van Verdun
- Adalbero (935/940 - 23 januari 989), aartsbisschop van Reims van 969 tot 989.

## Voorouders
| Voorouders van Uda van Metz (910-963) | Voorouders van Uda van Metz (910-963)                              | Voorouders van Uda van Metz (910-963)                              | Voorouders van Uda van Metz (910-963)                              | Voorouders van Uda van Metz (910-963)                              | Voorouders van Uda van Metz (910-963)                                | Voorouders van Uda van Metz (910-963)                                | Voorouders van Uda van Metz (910-963)                                | Voorouders van Uda van Metz (910-963)                                |
| ------------------------------------- | ------------------------------------------------------------------ | ------------------------------------------------------------------ | ------------------------------------------------------------------ | ------------------------------------------------------------------ | -------------------------------------------------------------------- | -------------------------------------------------------------------- | -------------------------------------------------------------------- | -------------------------------------------------------------------- |
| Overgrootouders                       | Adalhard de Seneschalk (817-865) ∞ ? (-)                           | Adalhard de Seneschalk (817-865) ∞ ? (-)                           | Matfried van Eifelgouw (~820-882) ∞ ? (-)                          | Matfried van Eifelgouw (~820-882) ∞ ? (-)                          | Liudolf van Saksen (806-866) ∞ Oda van Billung (806-913)             | Liudolf van Saksen (806-866) ∞ Oda van Billung (806-913)             | Hendrik van Babenberg (820–886) ∞ Ingeltrude van Friuli (836-867)    | Hendrik van Babenberg (820–886) ∞ Ingeltrude van Friuli (836-867)    |
| Grootouders                           | Adalhard II van Metz (~850-890) ∞ ? (-)                            | Adalhard II van Metz (~850-890) ∞ ? (-)                            | Adalhard II van Metz (~850-890) ∞ ? (-)                            | Adalhard II van Metz (~850-890) ∞ ? (-)                            | Otto I van Saksen (850-912) ∞ ca. 890 Hedwig van Babenberg (856-903) | Otto I van Saksen (850-912) ∞ ca. 890 Hedwig van Babenberg (856-903) | Otto I van Saksen (850-912) ∞ ca. 890 Hedwig van Babenberg (856-903) | Otto I van Saksen (850-912) ∞ ca. 890 Hedwig van Babenberg (856-903) |
| Ouders                                | Gerard van de Metzgau (875-910) ∞ 909 Oda van Saksen (~880-na 952) | Gerard van de Metzgau (875-910) ∞ 909 Oda van Saksen (~880-na 952) | Gerard van de Metzgau (875-910) ∞ 909 Oda van Saksen (~880-na 952) | Gerard van de Metzgau (875-910) ∞ 909 Oda van Saksen (~880-na 952) | Gerard van de Metzgau (875-910) ∞ 909 Oda van Saksen (~880-na 952)   | Gerard van de Metzgau (875-910) ∞ 909 Oda van Saksen (~880-na 952)   | Gerard van de Metzgau (875-910) ∞ 909 Oda van Saksen (~880-na 952)   | Gerard van de Metzgau (875-910) ∞ 909 Oda van Saksen (~880-na 952)   |